# Daigo Kobayashi
Daigo Kobayashi (小林 大悟?, Kobayashi Daigo; Fuji, 19 febbraio 1983) è un ex calciatore giapponese, di ruolo centrocampista.

## Carriera

### Club
Ha iniziato la sua carriera professionistica nel Tokyo Verdy, con cui ha vinto la Coppa dell'Imperatore nel 2004 e la Supercoppa del Giappone nel 2005. Nello stesso anno, la sua squadra è retrocessa dalla J-League e questo ha segnato la sua partenza. Ha così firmato per l'Omiya Ardija all'inizio del 2006, diventando rapidamente la stella della squadra.
I successi con il club, comunque, sono stati limitati e alla fine del 2008 gli è stato concesso di sostenere un provino con lo Stabæk, in Norvegia. Il periodo di prova è stato un successo ed a febbraio 2009 è stato prestato alla squadra campione in carica. Ha scelto di indossare la maglia numero dieci, lasciata libera dalla partenza di Veigar Páll Gunnarsson.
L'8 marzo ha debuttato ufficialmente per lo Stabæk, nella Superfinalen. Nella partita, la sua squadra si è imposta per tre a uno sul Vålerenga, aggiudicandosi il trofeo. Nel successo, Kobayashi ha avuto un ruolo importante, sia per la sua rete su calcio di punizione che per alcune giocate.
Il 27 gennaio 2010 viene acquistato dai greci dell'Iraklis Salonicco.

### Nazionale
Kobayashi ha rappresentato il Giappone under 20 al campionato mondiale Under-20 del 2003, dove la sua selezione ha raggiunto i quarti di finale, per poi essere eliminato dal Brasile under 20, vincitore della manifestazione. Non è partito da titolare nella prima sfida del girone, contro la Colombia under 20, ma ha giocato dall'inizio nelle altre due gare, tra cui la vittoria contro l'Inghilterra under 20. Nei sedicesimi di finale, è stato impiegato nell'incontro con la Corea del Sud under 20, ma è stato escluso nel turno successivo. Ha rappresentato l'Under-20 giapponese anche nei campionati asiatici del 2002, dove la sua selezione è arrivata seconda, dietro la Corea del Sud.
Ha ricevuto la prima convocazione dal Giappone per il match amichevole contro Trinidad e Tobago, del 9 agosto 2006, entrando a partita in corso al posto di Kōji Yamase.

## Statistiche

### Cronologia presenze e reti in Nazionale
| Cronologia completa delle presenze e delle reti in nazionale ― Giappone | Cronologia completa delle presenze e delle reti in nazionale ― Giappone | Cronologia completa delle presenze e delle reti in nazionale ― Giappone | Cronologia completa delle presenze e delle reti in nazionale ― Giappone | Cronologia completa delle presenze e delle reti in nazionale ― Giappone | Cronologia completa delle presenze e delle reti in nazionale ― Giappone | Cronologia completa delle presenze e delle reti in nazionale ― Giappone | Cronologia completa delle presenze e delle reti in nazionale ― Giappone |
| Data                                                                    | Città                                                                   | In casa                                                                 | Risultato                                                               | Ospiti                                                                  | Competizione                                                            | Reti                                                                    | Note                                                                    |
| ----------------------------------------------------------------------- | ----------------------------------------------------------------------- | ----------------------------------------------------------------------- | ----------------------------------------------------------------------- | ----------------------------------------------------------------------- | ----------------------------------------------------------------------- | ----------------------------------------------------------------------- | ----------------------------------------------------------------------- |
| 9-8-2006                                                                | Tokyo                                                                   | Giappone                                                                | 2 – 0                                                                   | Trinidad e Tobago                                                       | Amichevole                                                              | -                                                                       | 56’                                                                     |
| Totale                                                                  |                                                                         | Presenze                                                                | 1                                                                       |                                                                         | Reti                                                                    | 0                                                                       |                                                                         |

## Palmarès

### Giocatore

#### Club

##### Competizioni nazionali
- Coppa dell'Imperatore: 1

Tokyo Verdy: 2004
- Supercoppa del Giappone: 1

Tokyo Verdy: 2005
- Superfinalen: 1

Stabæk: 2009